# Інгібітори глікопротеїну IIB/IIIA
У медицині інгібітори глікопротеїну IIb/IIIa, також інгібітори глікопротеїну  IIb/IIIa, є класом антиагрегантів.
Існує декілька інгібіторів GpIIb/IIIa:
- абциксимаб[en] (абциксифібан; РеоПро)
- ептифібатид (інтегрілін)
- тирофібан[en] (аграстат, агграстат)
- роксіфібан
- орбофібан

## Використання
Інгібітори глікопротеїну IIb/IIIa часто використовуються під час черезшкірного коронарного втручання (ангіопластика з інтракоронарним стентуванням або без нього).
Вони діють, запобігаючи агрегації тромбоцитів і утворенню тромбів. Вони роблять це шляхом інгібування рецептора GpIIb/IIIa на поверхні тромбоцитів.
Вони також можуть використовуватися для лікування гострих коронарних синдромів без черезшкірного коронарного втручання, залежно від ризику TIMI(англ. Thrombolysis In Myocardial Infarction).
Їх слід вводити внутрішньовенно. Пероральна форма пов'язана з підвищеною смертністю, тому її не слід застосовувати.
У номенклатурі інтегринів глікопротеїн IIb/IIIa називається αIIbβ3.

## Історія
Їх розвиток виник через розуміння тромбастенії Гланцмана, стану, при якому рецептор GpIIb/IIIa є дефіцитним або дисфункціональним.